# 학문

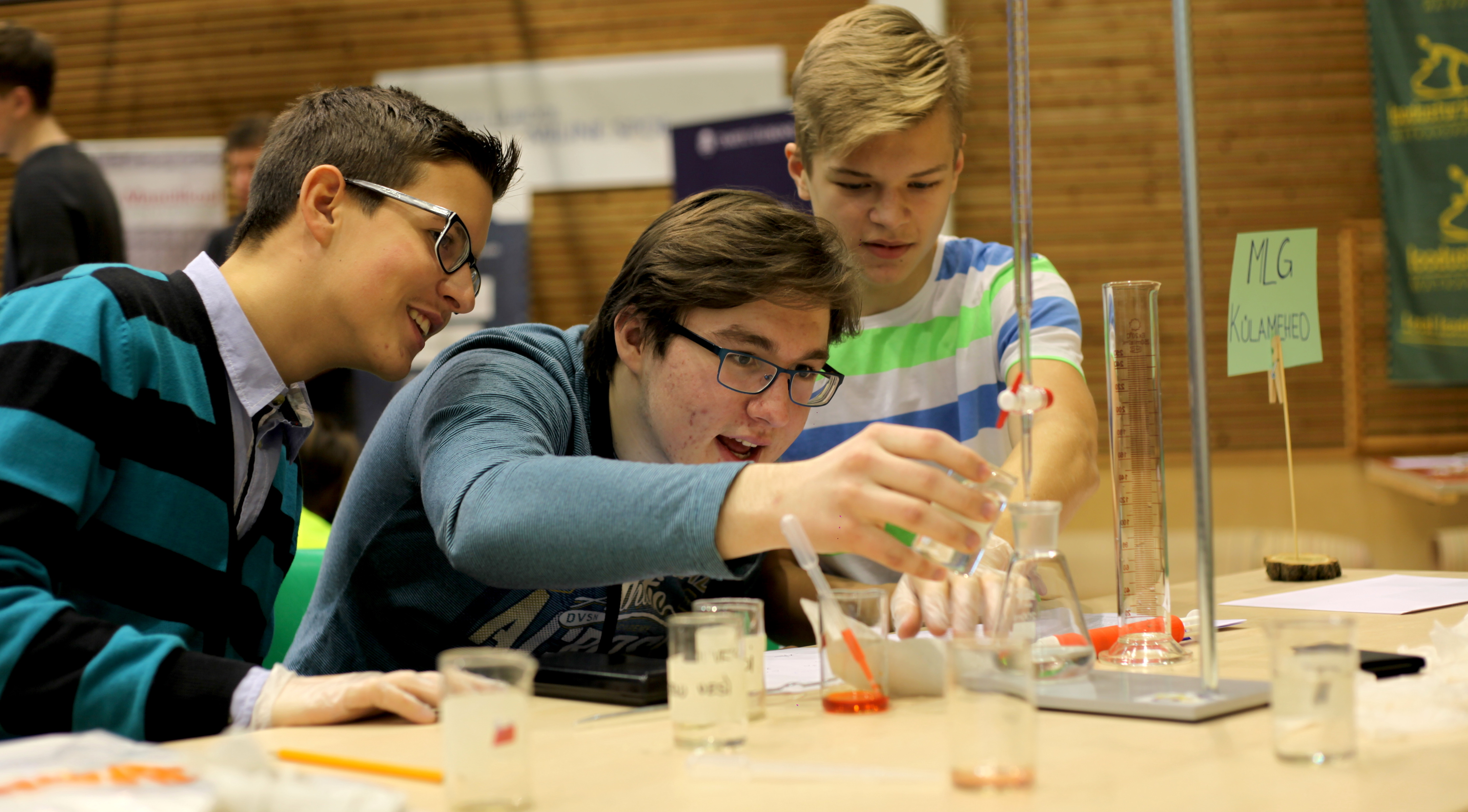
사이언스 배틀에 참가 중인 학생들

학문(學問, 영어: academic discipline)은 과거의 모든 사건과 일 중에서도 지식적인 부분들만 정리해놓은 지식체계이다. 혹은 그 지식을 익히는 행위도 포함하기도 한다. 학문을 익히기 위해선 지식을 다른 사람과 사물, 기록과 경험, 간접경험으로부터 얻어 배우고 이를 익혀서 체득하는 과정을 거친다. 지식, 기술과 가치를 얻기 위해 노력하고 이해하는 것이 필요하다. 학문은 교육을 통해 얻어질 수도 있지만 스스로의 탐구로도 이루어질 수 있다. 사회와 국가는 구성원을 학문을 통해 교육시키고 바른 품성과 문화의 발전을 이루도록 활동하도록 하여야 한다.
학문을 연구하는 사람 또는 학문에 능통한 사람을 학자(學者, 영어: scholar)라고 부른다. 학문에서 주장 또는 사상, 철학 등을 달리 하는 갈래 또는 그러한 사람들의 모임을 학파(學派, 영어: school)라고 한다.

## 학문과 과학
학문과 과학을 비교할 때, 과학(科學, 영어: science)은 일반적인 용어인 학(學, 영어: study)이나 학문보다 엄밀한 뜻을 지닌다. 학문은 지식체계 자체를 뜻하나, 과학은 모든 지식은 존재의 합법칙과 논리적, 객관적, 이론적으로 이해해야 한다는 의미가 가미된 지식 체계라는 뜻이다.(스토리텔링) 그 대상에 따라 자연과학, 사회과학으로 나뉘지만, 자연과학만을 과학이라고 부르는 경우도 있다. 과학적 인식은 초경험적인 것의 가정(假定)을 허락하지 않으며, 사실의 관찰과 실험에 의해 합리성과 실증성을 철저히 일관시킨다. 그러나 논리로서는 귀납법과 연역법을 병용한다. 또한 과학적 인식은 단순한 개별적 인식의 집합이 아니라 그 사이의 법칙적 연관 체계이다.
과학의 시조는 아리스토텔레스로 볼 수 있으나 현대 과학처럼 타당성과 실증성을 지니는 과학은 르네상스 이후에 먼저 수학적 자연과학으로서 태어났다. 이어 화학, 생물학이 발달했으며, 19세기에 이르러 사회과학이 태어났다. 일반적으로는 사회과학이라고 할 경우 인류학, 사회학, 경제학, 경영학, 정치학, 심리학, 지리학, 교육학, 법학 등을 가리킨다.
최근에는 인문학도 과학의 영역에 통섭하려는 움직임이 나타나고 있으나, 가시적인 성과는 나타나지 않고 있다. 과학적 방법론이 동원되고 있기는 하나, 인문학이 다루는 주제는 자연과학의 연구주제들처럼 구체적이고 물질적이지 않은 경우가 많기 때문이다. 인문학의 영역에는 철학, 역사학, 문학, 예술학, 비평 등이 포함되는 것으로 받아들여지고 있다. 일부 학자들은 예술, 문예와 예술학, 문학은 다르며, 전자의 것들은 학문이 아니라고 규정해 구분하기도 한다. 이 경우 전자는 예술창작 행위로 한정되며, 후자는 그 '예술 현상'에 대해 연구하는 학문으로 규정된다.

## 동양
공자는 논어에서 '학이시습지면 불역열호아'(學而時習之 不亦說乎)라고 하여 '배우고 때로 익히면 또한 기쁘지 않겠는가'라고 하여, 학문의 길은 진정한 기쁨을 추구하는 방법임을 강조하였다.

## 학문의 분류
- 문리학 - 언어학, 사학, 사회학, 지리학, 교육학, 경영학, 수학, 물리학, 화학, 생명학, 환경학, 천체학 등
- 공학 - 기계학, 재료학, 생명학, 전기학, 전자학, 컴퓨터학, 토목학, 산업학 등
- 의약학 - 심리학, 의학, 약학 등

## 같이 보기
- 학문 목록
- 학습
- 교육